# Riederberg (Wienerwald)
Der Riederberg ist eine 384 m ü. A. hohe Passhöhe über den Wienerwald zwischen Wien und dem Tullnerfeld. Sie befindet sich in der gleichnamigen Ortschaft der Marktgemeinde Sieghartskirchen (Bezirk Tulln, Niederösterreich).
Der Mittelgebirgspass im Zuge der Wiener Straße B1 ist an seiner westlichen Auffahrt zwischen Ried am Riederberg und der Passhöhe aufgrund von drei Serpentinen (Fuchskurve, Klosterkurve, Steinbruchkurve) und weiteren Engkurven bekannt. Auf der Passhöhe befinden sich mehrere Gasthäuser und eine Straßenmeisterei sowie Parkplätze. Die Straße ist aufgrund von Wetterereignissen für schwierige Fahrverhältnisse bekannt. Vor Errichtung der Westautobahn im Jahre 1966 führte sämtlicher Fern- und Schwerverkehr über diese Route.
Westlich der Passhöhe befinden sich die Ruinen des Klosters Paradies.
Am 15. September 1590 ereignete sich mit dem Erdbeben von Neulengbach, das auch als Erdbeben am Riederberg bezeichnet wird, eines der schwersten Erdbeben der Geschichte Österreichs. Das Beben wird auf eine Stärke von 5,75 oder 6,0 laut Richterskala geschätzt.